# インディアンスのだって僕たちお調子者
『インディアンスのだって僕たちお調子者』(いんでぃあんすのだってぼくたちおちょうしもの)は、2012年10月4日から2014年9月27日までKBS京都ラジオで放送されていたラジオ番組。

## 概要
- 吉本イチ元気のある芸人を自称するインディアンスが、前向きで元気なトークを繰り広げている。インディアンスの初レギュラー番組かつ初冠番組である。
- 番組タイトルが「だって僕たちお調子者」となった理由は、木村曰く「10近くあった番組名候補の中で最も輝いていたから。その他は昭和っぽかった。」[1]
- 生放送時は、リスナーが放送開始時間までに京都放送本社1階ロビーへ行くと放送を見学することが出来る。
- 2013年7月4日より、番組の一部をポッドキャスト（通称: おっちょキャスト）にて配信開始。iTunes store及び番組の公式サイトから聞くことが出来る。内容は主に、オープニング漫才及びオープニングトーク。
- 2013年8月9日、京都市中京区の新風館にて開催されたイベント「関西ふくしま交流フェア「きてくなんしょ ふくしま」」内で、初の公開収録が行われた。ゲストはスマイル、母心。

### オープニング漫才
放送開始時より、番組のオープニングで漫才を披露している。放送開始直後、田渕の「どうもーインディアンスでーす」という挨拶の後、インディアンス2人で「よろしくお願いしまーす」と言い、その流れで約2分半のオープニング漫才を行う。漫才のオチの後、田渕が「どうもありがとうございましたー！」と叫び、間髪入れずにオープニングテーマ及びタイトルコールジングルが流れる。
2012年10月4日 - 10月18日は収録スタジオである京都放送本社4階の第2スタジオで行われていた。2012年10月25日以降は生放送時と録音放送時によって形式が異なる。
- 生放送時

同社1階ロビーに簡易ステージを組み、インディアンスはそのステージ上で揃いの法被を着て漫才を行う。簡易ステージ前には見学に来たリスナー用にパイプ椅子が置かれる。漫才後、スタッフやリスナーと共に同社4階の第2スタジオに移動し、トークやコーナー等を行う。
- 録音放送時

漫才及び以降のトークやコーナ―等の全てを一貫して同社の第3スタジオにて収録を行う。

### 放送時間の変遷
- 毎週木曜日 19:30 - 21:00（2012年10月4日 - 2013年3月28日、生放送）
- 毎週木曜日 21:00 - 21:30（2013年4月4日 - 2013年9月26日、録音放送）

KBS京都エキサイティングナイター 18:00 - 21:00
放送の為、2013年4月4日より放送時間が変更され、録音放送となった。収録は隔週火曜日に2週分を収録。
- 毎週木曜日 19:30 - 21:00（2013年10月3日 - 2014年3月27日、生放送）
- 毎週土曜日 21:00 - 21:20（2014年4月5日 - 2014年9月27日、録音放送）

## パーソナリティ
インディアンス
- 木村 亮介（きむら りょうすけ、1987年12月24日）　ツッコミ担当。
- 田渕 章裕（たぶち あきひろ、1985年6月2日）　ボケ担当。

## コーナー

### レギュラーコーナー
- 僕おちょ交差点

リスナーに最近起こったこと、インディアンスに聞いてみたいことやツッコミ、無理難題など様々なメッセージを読み上げるコーナー。どの様な内容でも構わないが、“愛のある”ものを募集している。旧コーナー名は「メッセージのコーナー」。2013年10月4日に、木村のコーナー案募集の呼びかけに答えたリスナーの案の中から現在のコーナー名が選ばれた。
- ホットなニュースがいいーんディアンス！

放送開始時より募集。リスナーの身の回りにおきたホットなニュースを紹介するコーナー。
コーナーの最後には田渕によりその日の最もホットなニュースが決定される。2013年3月28日に改編に伴い終了したが、2013年10月3日に復活。
- モジってモジってイーンディアンス！

2012年11月15日開始。毎週出題される曲のワンフレーズを面白くモジるコーナー。
コーナー名を叫んだ後に木村がししおどしの音真似をし、古き良き日本を思わせるセリフを即興で披露する。このセリフはコーナー開始後に考え始める為に内容が定まっていないこともあり、田渕から内容の説明を要求されることが多い。コーナーの最後には木村によりその日のベストモジりが決定される。
当初のコーナー名表記は「もじってもじってEんでぃあんす！」
2013年4月4日の放送にて、今後コーナーを隔週で行うこと、ベストモジリを投稿したリスナーには番組特製ステッカーが贈られることが発表された。また、恒例のししおどし後の即興セリフは「放送時間が短いからやってる場合ちゃう」という木村の判断により廃止となる。2013年6月13日に終了したが、2013年10月10日に復活。
- 京都クエスト

2013年10月4日開始。インディアンスが京都に関する噂を調査するコーナー。
毎週木村か田渕のどちらか一方が調査に向かい、調査結果を報告する。
- ポエムの時間

2013年10月4日開始。ポエムを紹介するコーナー。
毎週1つ、リスナーから送られてきたポエムを紹介する。ポエムの内容はどのようなものでも良く、真面目もの、ダジャレの入ったもの、癒されるもの等、特に方向性は問わない。

### 過去のレギュラーコーナー
- お悩み戦隊タブっちゃんマン

放送開始時より募集。リスナーからの悩みを田渕演じるタブっちゃんマンが解決していくコーナー。設定上はタブっちゃんマンと田渕は別人とされており、田渕自身も別人として演じていたが、木村曰く同一人物であることは周知の事実であった。2012年12月終了。終了の原因は田淵曰く「あまりにも変わり映えがなさすぎて」とのことだが、「いつか復活するかもしれない」と復活を匂わせている。
- キム散歩

木村が録音機を持ちながらKBS京都社屋周辺を歩いてレポートするコーナー。
- てっぺん取ったんでキャンペーン

2013年3月1日開催のNHK上方漫才コンテスト(NHK大阪放送局主催)本選へ出場が決定したことにちなんで始まった短期コーナー。コーナーテーマ曲はNMB48「てっぺんとったんで」
- ツカミのコーナー

2013年1月21日開始。漫才の初めに行うツカミを募集するコーナー。
コーナーの最後にはインディアンス(主に木村)により最も面白かったツカミが決定され、次週のオープニング漫才にて使用される。2013年3月21日終了。
- 僕おちょ大反省会

2013年1月10日開始。より良い番組にする為に、インディアンスの過去の発言へダメ出しするコーナー(ブリッジ)。
主に前週の発言へのダメ出しが採用され、ADが投稿を読み上げる。2013年3月28日、改編に伴い終了。
- 僕おちょ隊

2012年10月25日開始。僕おちょを宣伝する宣伝部隊を募集するコーナー。
リスナーが「もし隊員になったら○○して番組を宣伝します」という公約を投稿、毎週1人のリスナーと生電話を繋いで審査をする。後期は田渕演じるキャラクターが隊員になりたいと志願し、木村が電話で審査を行うコーナーとなった。キャラクターは週ごとに変わる。
放送時間の短縮された2013年4月4日以降は隔週で行われていたが、2013年6月頃終了。

## ノベルティ
投稿が採用された際に贈られるノベルティ。全て田渕の実兄によって製作されている。

- 番組特製名刺　(2012年10月4日-2013年3月28日)

コーナー「ホットなニュースがいいーんディアンス！」の採用者全員に贈られる。コーナー開始当初はその日に最もホットなニュースを投稿したリスナーにのみ贈られていた。
- 僕おちょ隊 隊員バッジ　(2012年10月4日-2013年3月28日)

コーナー「僕おちょ隊」にて隊員に任命されたリスナーに隊員番号入りで贈られていた。
- 番組特製ステッカー　(2013年4月4日-)

放送中にメッセージが採用されたリスナーやコーナー「モジってモジってイーンディアンス！」にてベストモジりに選ばれた1名に贈られる。

## 使用楽曲
- オープニングテーマ：POLYSICS「Let´s ダバダバ」
- エンディングテーマ：斉藤和義「歩いて帰ろう」
- ジングル：オレスカバンド「ダンスナンバー802」等